# Avenzoar
Abu Maruane Abedal Maleque ibne Zur (em árabe: أبو مروان عبد الملك بن زهر; romaniz.: Abū Merwān ’Abdal-Malik ibn Zuhr; Sevilha, 1091 — 1161), melhor conhecido apenas como Avenzoar, Abumerom, ibne Zur ou ibne Zor, foi um médico muçulmano, cirurgião e professor no Alandalus. Nasceu em Sevilha (atualmente no sudoeste da Espanha). Seu livro famoso al-Taisir fil-Mudawat wa-l-Tadbeer (Livro da Simplificação da Terapia e da Dieta) foi influente para o progresso da cirurgia. Também aprimorou o conhecimento cirúrgico e médico, denominando diversas doenças e seus tratamentos.